# Minoru Matsuya
Minoru Matsuya 松谷穣  (né le 2 janvier 1910 - mort le 15 mai 1995) était un pianiste de jazz japonais, diplômé de l'Université des arts de Tokyo. Il était aussi connu comme Jo Matsuya ou Yuzuru Matsuya. Il a vécu à Kamakura.
Il apprend le piano auprès du célèbre pianiste russe, Leo Sirota (en) (1885–1965). Après la Seconde Guerre mondiale, il a commencé à jouer de la musique de jazz dans une base américaine et a enseigné beaucoup de chanteurs de jazz japonais. 
Il était un ami proche d'Ichirō Fujiyama (1911-1993). Il aimait jouer les œuvres de  George Gershwin (1896–1937). Il était aussi un ami de Roh Ogura (1916-1990) et a donné la première interprétation de sa Sonatine pour piano (1937). Il est le père de Midori Matsuya (1943-1994).